# Louise Ebert
Louise Ebert (Melchiorshausen, 23 décembre 1873 - Heidelberg, 18 janvier 1955) est une personnalité féminine allemande, première « Première dame d'Allemagne » entre 1919 et 1925.

## Biographie
Louise Ebert vient d'un milieu pauvre. Son père, Friedrich Hermann Rump, est ouvrier agricole.
Avant son mariage, elle travaille comme femme de chambre et s'engage dans un syndicat. 
Le 9 mai 1894, elle épouse à Brême l'homme politique Friedrich Ebert, figure de la social-démocratie allemande. Ensemble, ils ont quatre fils et une fille :
- Friedrich (1894-1979), qui devient plus tard maire de Berlin-Est
- George (1896-1917), tué lors de la Première Guerre mondiale
- Henry (1897-1917), tué lors de la Première Guerre mondiale
- Karl (de) (1899-1975), après la Seconde Guerre mondiale, membre du Parlement du Bade-Wurtemberg
- Amalie (1900-1931).

## Hommages
- Le centre pour personnes âgées AWO de Heidelberg porte son nom.
- À Weyhe-Kirchweyhe, près de Brême, un centre social porte son nom.
- Une rue porte son nom à Weyhe-Leeste et à Brême[4].